# Lano
Lano (en cors Lanu) és un municipi francès, situat a la regió de Còrsega, al departament d'Alta Còrsega. L'any 2021 tenia 22 habitants.

## Demografia
| 1962 | 1968 | 1975 | 1982 | 1990 | 1999 |
| ---- | ---- | ---- | ---- | ---- | ---- |
| 44   | 58   | 49   | 40   | 20   | 21   |

## Administració
| Període | Identitat              | Partit | Qualitat |  |
| ------- | ---------------------- | ------ | -------- |  |
| 2001-   | Paul François Saliceti |        |          |  |